# Juraj Tarr
Juraj Tarr (n. 18 februarie 1979, Komárno, Republica Socialistă Cehoslovacia, Slovacia) este un caiacist ce a reprezentat Slovacia, medaliat olimpic. A participat la 4 ediții ale Jocurilor Olimpice (2000, 2008, 2012, 2016) în care a câștigat o medalie de argint.